# 田徑場
田徑場是田徑運動場地，包含田賽場地和徑賽跑道，可供暖身或競技用。常見的徑賽跑道（最內道）長度有200公尺、250公尺、300公尺、400公尺等。

## 室內和室外
田徑場可分為室內田徑場和室外田徑場，室內田徑場的徑賽跑道長度通常不超過200公尺。世界室內田徑錦標賽、亞洲室內田徑錦標賽、......等皆於室內田徑場舉辦；夏季奧林匹克運動會、世界田徑錦標賽、亞洲運動會、夏季世界大學生運動會、......等競賽的田徑項目以室外田徑場為原則。